# Soufiane Haddi
Soufiane Haddi, né le 2 février 1991 à Khénifra, est un coureur cycliste marocain.

## Biographie
C'est en 2013 qu'il se révèle aux yeux des observateurs : il termine deuxième de la Tropicale Amissa Bongo et remporte les classements des points chauds et du meilleur jeune. 
En 2014, il passe professionnel dans l'équipe Skydive Dubai devenue par la suite Skydive Dubai-Al Ahli Club.

## Palmarès
- 2012
  -  Champion arabe sur route
  - Kénitra circuit
  - 2e des Challenges Phosphatiers - Challenge Khouribga
  - 3e des Challenges de la Marche verte - GP Oued Eddahab
- 2013
  -  Champion du Maroc du contre-la-montre
  - Morocan Season Opener
  - 10e étape du Tour du Maroc
  - 2e de la Tropicale Amissa Bongo
  - 3e du Challenge du Prince - Trophée de la maison royale
- 2014
  -  Champion du Maroc du contre-la-montre
  - 8e étape du Tour de Singkarak
  - 2e étape du Sharjah International Cycling Tour
  - 2e du Sharjah International Cycling Tour
- 2015
  -  Champion du Maroc sur route
  -  Champion du Maroc du contre-la-montre
  - 3e étape du Tour d'Égypte
  - 6e étape du Tour du Maroc
  - Sharjah International Cycling Tour :
    - Classement général
    - 1re, 2e et 3e étapes

  - 2e étape du Jelajah Malaysia (contre-la-montre par équipes)
  - 2e du Tour d'Égypte
  - 2e de l'UAE Cup
- 2016
  -  Champion du Maroc du contre-la-montre
  - 2e étape du Tour de Côte d'Ivoire
  - 1re étape du Sharjah International Cycling Tour (contre-la-montre par équipes)
  - 3e de l'UCI Africa Tour

## Classements mondiaux
| Année                                 | 2010 | 2011 | 2012 | 2013 | 2014 | 2015 | 2016 | 2017  | 2018 | 2019  |
| ------------------------------------- | ---- | ---- | ---- | ---- | ---- | ---- | ---- | ----- | ---- | ----- |
| Classement mondial                    |      |      |      |      |      |      | 219e | 1681e | nc   | 2669e |
| UCI Europe Tour                       | nc   | nc   | 601e | nc   | nc   | nc   | nc   | nc    | nc   |       |
| UCI Asia Tour                         | nc   | nc   | nc   | nc   | 71e  | 20e  | 186e | 460e  | nc   |       |
| UCI Africa Tour                       | 153e | nc   | 10e  | 9e   | 146e | 17e  | 3e   | 147e  | nc   | 171e  |
|                                       |      |      |      |      |      |      |      |       |      |       |
| Légende : nc = non classéSource : UCI |      |      |      |      |      |      |      |       |      |       |